# Bulgarien i olympiska vinterspelen 1964
Bulgarien deltog med sju deltagare vid de olympiska vinterspelen 1964 i Innsbruck. Ingen av landets deltagare erövrade någon medalj.